# Mandinga
I Mandinga sono un gruppo musicale rumeno formatosi nel 2002.

## Storia
È formato da sette elementi: Elena Ionescu (leader e unico componente femminile), Alex, Chupi, Omar, El Niño, Zach e Tony. La musica è un mix di folk rumena e musica cubana latina, fortemente basata su ottoni come tromba e tromboni.
Dal 2002 al 2005 la voce femminile principale del gruppo è stata Elena Gheorghe.
Nel 2012 vengono scelti per rappresentare la Romania all'Eurovision Song Contest 2012 con la canzone Zaleilah, che è già la numero 1 in diversi paesi dell'Est Europa.

## Discografia
- 2003 - De Corazon
- 2005 - Soarele meu (My Sun)
- 2006 - Gozalo!
- 2008 - Donde
- 2012 - Club de Mandinga

1. ↑  It's Mandinga for Romania | News | Eurovision Song Contest - Baku 2012